# 南極1号
南極1号（なんきょくいちごう）は、日本の第1次南極地域観測隊の越冬隊（1957年）が（公式には記録されていないが）昭和基地へ持ち込んだダッチワイフ。日本では「ダッチワイフ」と言えば「南極越冬隊」を連想する者も多いほど、ダッチワイフの象徴的存在である。

## 形状
大きさは等身大で、上半身は石膏製のマネキン人形をヘソの辺りで輪切りに断ち切っており、下半身は別のソフトな材質で作られていた。両脚は大腿部から切断されており、これは業者が脚まで作る造作を面倒がったためである。女性器はゴム・プラスチック製になっており、陰毛も付けてある。腰・臀部の内部には4リットルの金属缶が埋め込まれてあり、使用時には適温の湯で満たしてネジで蓋をし、温まったところで膣に滑剤を塗って使用することになる。使用後は缶の湯を抜き、各部の消毒と洗浄もしなければならない。

## 経緯

### 日本にて
1950年代において南極は未だ未知のフロンティアであり、そこへの観測隊派遣は国家的な一大科学プロジェクトと位置づけられていた。特に敗戦から間も無い日本にとって初となる南極地域観測隊の派遣は、国家再建と科学技術の復興を世界にアピールする絶好の機会として国内から高い関心が集まり、その準備も入念に行なわれた。
当時の外国の極地探検記では、隊員がノイローゼに陥り自傷他害の惨事を引き起こす事例がしばしば報告されていた。原因として第一に考えられたのは、太陽が長期間出ない極地ならではの極夜という気象条件だが、長期間の性的禁欲生活が与えるストレスも無視できない要因と考えられていた。かくして、南極での越冬隊を準備するにあたって医療部門の医師らは検討を重ね、特に若い男性隊員の性的エネルギーを発散させる何らかの方策が必要との結論に達した。そして、自らも越冬隊員となる医師の中野征紀の発案により、女体を模した性具人形を用意することになった。とはいえ当時はダッチワイフのような性具は薬事法などで厳しく取り締まられており、中野を中心とする医師らは全国を探し回った末、東京・浅草橋の人形問屋に1体あたり5万円で2体の人形制作を依頼した。
出来上がった人形は、備品としては報告されることのない曖昧な位置づけのまま、南極へ向かう観測船・宗谷に人知れず積み込まれた。

### 南極にて
宗谷が南極へ到着すると、2体のうち1体が上陸し、もう1体は帰国する宗谷の倉庫に残された。冬を迎え始めた南極で、総勢11名の男性（平均年齢37歳）からなる越冬隊は昭和基地での越冬準備にとりかかった。

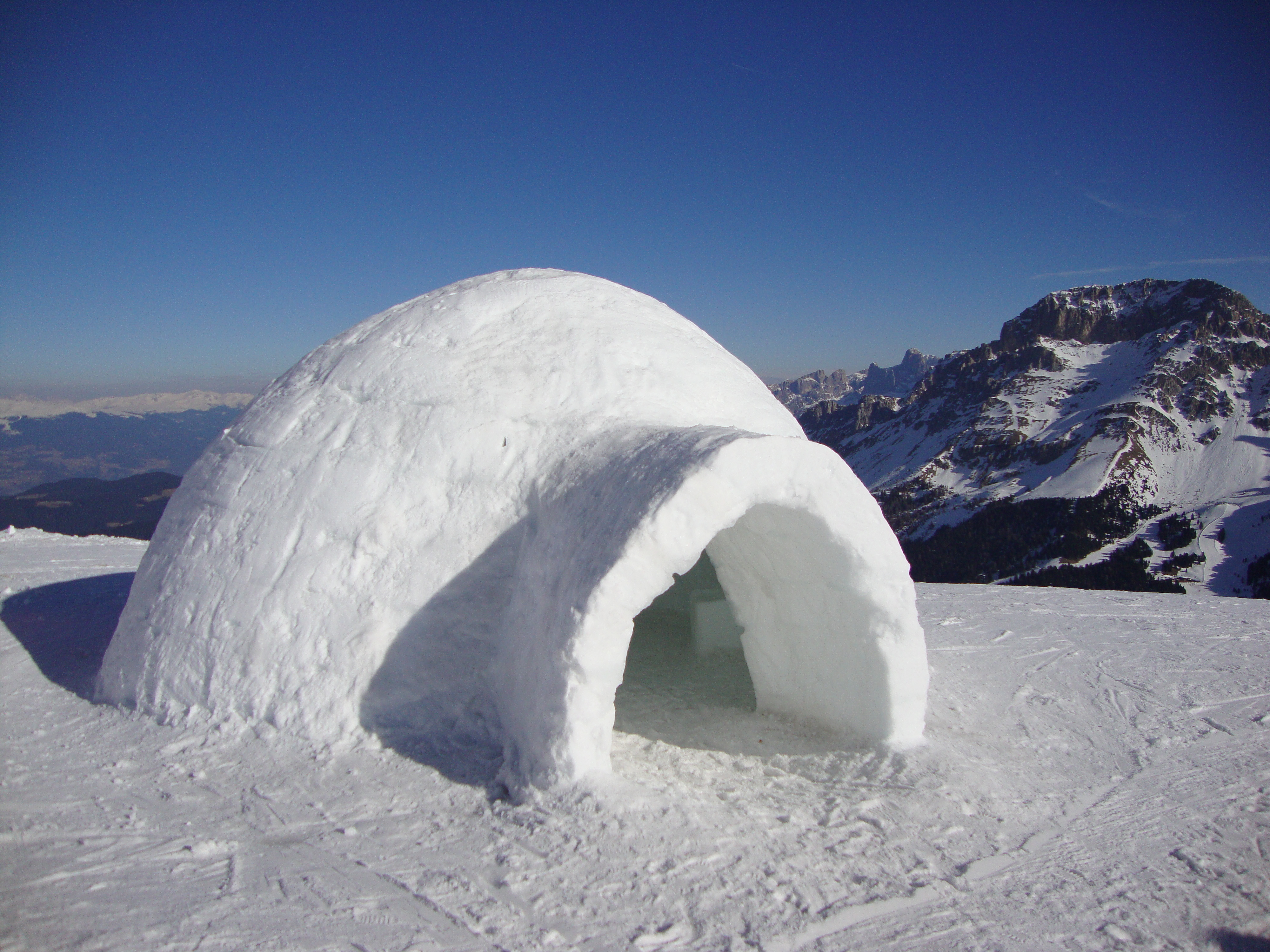
典型的なイグルー

越冬隊長の西堀栄三郎は人形の使い方について中野からレクチャーを受け、その安置場所として基地建物の裏手にイグルー（簡易的な雪小屋）を自らの手でわざわざ造った。それは、基地建物内に人形を置くと風紀が乱れかねないという西堀の配慮だった。イグルーの中で、人形はケバケバしい着物を着せられ、布団のようなものの上に横たえられた。そして傍らには、西堀が手書きした取扱説明書、ラディウス（登山用携帯コンロ）、コッヘル（登山用鍋）が置かれた。イグルーの入口にはテントの布が垂らされた。
越冬準備の屋外作業がおおむね完了したある日、西堀は朝食の席で唐突に、人形の存在を隊員らへ告げた。
隊員らは「べんてん様」なる性具人形の存在を薄々聞いてはいたが、本当に基地まで持ち込まれたと知り、どよめいた。かくして一日につき一人ずつ、越冬隊長の西堀を皮切りに、年長者から順にイグルーのべんてん様へ「お参り」する運びとなった。
しかし、べんてん様を使用する者はついぞ現われなかった。まず何より、そのグロテスクな容姿は隊員の気持ちを萎えさせるに充分だった。またイグルーの中は零下15度と、手袋がなければ人形に触るのも憚られる寒さで性欲どころでなかった。さらにイグルーの雪壁から雪をナイフでこそぎ落としてラディウスとコッヘルで溶かし、4リットルのお湯になるまで暖めるのは何十分と時間のかかる根気作業で、事後の後始末の手間まで考えると、それだけでもう辟易してしまうのだった。そこまでするほど性的に昂じている隊員は居なかったのである。20代の若い隊員の中にはそれなりに興味津々でイグルーに入っていく者もいたが、結局べんてん様の姿を拝んだだけで、すごすご出てきてしまった。
昭和基地の緯度では極夜の期間がさほど長くないこともあってか、幸いにして精神に異常を来たす者が隊から出ることはなかった。かようにして越冬期間は終わり、基地の人形は「処女」のまま日本へ帰ることになった。一方、宗谷で一足早く帰路についたもう一体は、人目の無い倉庫で誰かがこっそり使用して後始末もしなかったため「局部が腐敗して、くさくてくさくて困ったからぶん投げた」という。
人形の発案者の中野は、後に「（使われもしない人形を作ったことは）わたくしの老婆心からの一つの失敗で、慙愧に耐えない」と回顧している。この種の人形が作られたのは、この時の越冬隊が最初で最後である。

### その後
刺激的な話題を好む諸々の下世話なメディアは、例の人形を「南極妻」「ミス南極」などと名付けて面白半分に虚実交えた話を報じ、いつしか「南極1号」という名が広まっていった。南極でのセックス処理が世上の話題に上ったことで、結果的に「南極1号」は日本でダッチワイフ開発が進む契機を作り出した。ダッチワイフが公然と日本で流通し始めるのは1960年代も半ばになって以降である。